# BIRDMEN
『BIRDMEN』（バードメン）は、田辺イエロウの日本の漫画。『週刊少年サンデー』（小学館）にて、2013年33号から2020年10号まで連載された。
連載開始当初は週刊で連載していたが、第6話以降月イチでの連載になっている（事情は不明）。

## あらすじ
区立天空台中学校3年生の烏丸英司は、ごく平凡で地味な少年で、思い通りにならない日常に苛立ちを感じ、変わらない日常に不満をもらす日々を送っていた。
ある日、スキンヘッドの幼馴染 鴨田樹真、好感度の高いイケメン 鷺沢怜、鷺沢の友人海野つばめと共に、乗っていたバスの交通事故に巻き込まれてしまう。意識が朦朧とする中、翼の生えた"鳥男"の助けにより、4人は奇跡の生還を遂げる。
しかし、その直後から烏丸たち4人は、身体から翼が生えた「鳥男」となり、一定周期ごとに怪物に襲われる謎の現象「ブラックアウト」に巻き込まれるようになり、烏丸たちの日常は大きく変わっていくことになる。
烏丸たちは生き残るため、自分達を救ってくれた鳥男・鷹山崇の協力でトレーニングに励みながら、「鳥部」を設立。大学助教授をしている研究者龍目直之の協力も得て、鳥男の能力の研鑽・研究に励むようになる。
やがて、彼らの周りに「鳥男 -セラフ-」を研究するための巨大機関「EDEN」の影が見え隠れし始める。

## 登場人物

### 鳥部
鷹山以外の全員がバス事故に遭った際、彼に助けられたことで鳥男（とりおとこ）として覚醒。

周囲に正体を悟られないため、変身中は互いに戦隊モノの様なコードネームで呼び合う。
烏丸 英司（からすま えいし）/ ブラック
本作の主人公。区立天空台中学校3年B組。15歳。
表向きは冷めた性格をしているが実際はかなりの負けず嫌い。頭の回転ははやいが対人関係や運動能力などに劣るため、周囲に対して常に苛立ちと劣等感を抱えている。
容姿はモテるほどではないが、海野の友人によれば可愛い顔をしている。元々は眼鏡をかけていたが鳥男になり身体能力が向上した結果、近視がなおり現在はかけていない。
存在感はないに等しく、バス事故から奇跡の生還をしたにも拘わらずほとんど周囲に気をかけられることはなかった。写真にもボケたり陰に隠れたりとなかなかまともに写らない。
鳥男としては先導者（ベルウェザー）の能力を有しており、彼の意識を反映してブラックアウトで出てくる怪物の姿は飛行機がモチーフとなっている。
鳥部では副部長兼記録係、実践では参謀・司令塔を務めている。
父親は飛行機のパイロットのため家にはほとんど戻らず、現在は母親と二人で生活している。
自分の為だと言いながら支配しようとする母に反発して中学受験を断念。以降はうまくいかない親子関係に悩んでいたが、覚醒後に「人間を離れた」ことがきっかけで関心を失った。
鷹山 崇（たかやま そう）/ レッド
区立天空台中学校3年B組。15歳。バス事故にあった烏丸たちを救った鳥男。
覚醒者特有の「人間を離れた」状態にあり、繋げる者（リンカー）としての能力も有するが厳密にはまだ覚醒はしていない。将来的には超越者（トランセンダー）になりうるとFOXは分析している。
鳥男になったきっかけは小学校3年生の夏休みに海外旅行へ出かけた際の飛行機事故。普段は能力を活かして人助けを行っていることもあり、都市伝説『鳥男』として知られていた。鳥男としての戦闘力はメンバー随一。
どこか離れた一面から冷静に物事をとらえており、感情の起伏に欠けている面があったが、烏丸のベルウェザーとしての覚醒の際、初めて激しい怒りと憎しみの感情を烏丸を通して知った。
古い工場で祖父と二人で生活しており、卒業後は進学せずに祖父の知人の工場で働く予定。木登りが好き。
彼の意識を反映してブラックアウトで出てくる怪物は蝿のような姿をしている。
鴨田 樹真（かもだ みきさだ）/ グリーン
区立天空台中学校3年D組。14歳。烏丸の幼馴染。
体格がよく喧嘩が強いので周囲からは距離を置かれている。実際には人懐っこく屈託のない性格で鳥部の中では最も男子中学生らしいともいえる。
小学生時代は烏丸をいじめているグループの下っ端だったが、知的な策略で仕返しをされたことで烏丸に対し憧れを抱きいじめをやめて友人になろうとする。当初は疎まれていたが、いじめのターゲットが鴨田に移ったことを知った烏丸の手助けにより友人となった。烏丸への信頼は厚い。
CATとの戦闘中に致命傷を負った際、不死者（ライフスティーラー）の能力に目覚める。
彼の意識を反映してブラックアウトで出てくる怪物の姿は仁王がモチーフとなっている。
鷺沢 怜（さぎさわ れい）/ ホワイト
区立天空台中学校3年A組。15歳。
家はお金持ちで、かなりのイケメン。鳥部の発案者でもあり部長を務める。
愛想もよくモテるが、その一方で周囲の人間をきちんと見ており、観察力は烏丸からも評価されている他、鳥男となったことでより人の言葉の真意を見抜けるようになった。
演劇部所属であり、化粧も得意。かつて芸術家を目指した兄が挫折し自殺した過去を持つ。家族は仕事などのためにほとんど一緒に居らず、そのため烏丸達鳥部との出会いを、新しい兄弟ができたように喜んでいる。
烏丸のツイートを受け続けた事で、詐欺師（トリックスター）の能力に目覚める。
彼の意識を反映してブラックアウトで出てくる怪物の姿は兄をイメージした繰り人形がモチーフとなっている。
海野 つばめ（うみの - ）/ ブルー
烏丸とは別の学校の女子生徒。鷺沢と小学校の時塾が一緒であり、仲が良い。人見知りをしない明るい性格。小学生の弟がいる。
烏丸らと一緒にバス事故に遭い"鳥男"に救われ翼が生えるようになった。
彼女の意識を反映してブラックアウトで出てくる怪物の姿はぬいぐるみがモチーフとなっている。
父が危篤状態に陥ったことをきっかけに繋げる者（リンカー）の能力に目覚める。

### EDEN
エヴァ・オウル
レッドアイ生命科学研究所第7研究室主任の女性。24歳。現在存在する鳥男（セラフ）の全ての原点の女性。
翼を全身とげのような形状に変える等、セラフとしての能力も一級。5年前、鷹山をセラフとして目覚めさせた女性でもある。
彼女の意識を反映してブラックアウトで出てくる怪物の姿は花がモチーフとなっている。
FOX（フォックス）/AⅡ－G－1153
エージェントの男性。22歳。無神論者。EDEN上位0.5%に入る階級星七つの天才。彼の精神ではいくつもの人格との対話という形で様々な物事を考えている。
謎のデザインのTシャツを着たり泥のようなミックスジュースを作ったりと普段はとぼけた様子を見せるが、本性は極めて非情で現状維持を嫌い、セラフを通じて「次の世界」を見ることを望み、そのためならどんな危険もいとわない。
FAIRY（フェアリー）/ フィオナ
エージェントの女性。13歳。セラフであり探索者（シーカー）の能力に覚醒している。黒いゴスロリに身を包んだ美少女。
幼少時、アルコール依存症の母親の最期を見た過去を持ち、依存症の結果廃人と化した母の言葉がトラウマになっている。セラフとなった後も、ブラックアウトで仲間が死んでいく様を見て、生きるために強い方につくことを決意して覚醒。
単身、EDEN所属のセラフとして生き延びる道を選んだ。戦闘力は高くないこともあり、薬を使ってブラックアウトが起きるのを抑えてもらっている。
彼女の意識を反映してブラックアウトで出てくる怪物の姿は口がモチーフとなっている。
WOLF（ウルフ）
エージェントの男性。凄腕のスナイパー。
KING（キング）/ アーサー・C・フェニックス
エージェントの男性。14歳→15歳。セラフであり先導者（ベルウェザー）の能力に覚醒している。子供っぽい性格でヒーローに憧れているアメリカの少年。
よく命令違反を犯して無断で外へ出るため、左足首には管理証がついている。一見明るく振る舞っているが、EDENの方針で単体で管理されているため、周りに自分と同じセラフが一人もいない事を寂しく思っている。
母は病気をおして彼を生んでおり、父も息子を強盗からかばって亡くなったため、人間に対しては絶望していない。
作中で15になったのを機にエージェントになった直後、他のセラフに自分の事を知ってもらうのとヒーローであることを目指して公衆の面前に姿を現したため、「鳥男」の存在が冗談や都市伝説という形でありながらも世間に広がる原因を作った。
ビフ
アーサーの監視人。奔放な彼に振り回されながらも慮っている。彼に甘すぎたため、担当を解任された。
CAT（キャット）/ アイリーン・グリフ
エージェントの女性。16歳。EDENが研究中の強化人間であり、薬物投与等により驚異的な身体能力を見せる。
FOXの策略で烏丸達鳥男を表舞台に引きずり出すために鳥男に似た姿をして「バードガール」として東京に現れる。「ボルト」と名付けられた電撃を放てる巨大な黒豹のような強化生物を従えている。
FOXの命令は鳥男の存在を世間に広めることであったが、それを無視して烏丸・鴨田・鷺沢と交戦。彼らセラフを倒すことで強化人間の優位性を証明しようとするが、セラフの驚異的な能力には及ばず、薬の過剰投与でボルトも失う。
死を覚悟の薬物投与でセラフに特攻しようとするが、駆け付けた鷹山に血を投与され自らもまたセラフとなり生き残った。鴨田の家に保護されるがEDENに回収される。
自分を助け「翼があるなら仲間だ」と言ってくれた鷹山に好意を持つようになる。
柴 京子（しば きょうこ）
日本のエージェントの女性。現在の上司はFOX。セラフ達の身辺を探っていた。
ヴィクトル・イヴァーノヴィチ・バラーノフ
EDEN統括庁長官兼レッドアイ生命科学研究所所長。81歳。
EDEN創立メンバーの一人。先天性白皮症のための白い肌と赤い目が特徴の老人男性。

### 区立天空台中学校
鮫洲 あやめ（さめず - ）
烏丸の同級生の女子。眼鏡をかけた地味な女の子だが集団の輪から外れがちな烏丸に声をかけてくれるなど優しい子。小学校の時書道を習っていた。

### 鳥部の近親者
烏丸の母
鷹山の祖父
小さな町工場を営んでいる。鷹山に鳥部という友人が出来たことを喜んでいる。
鷺沢 類（さぎさわ るい）
鷺沢怜の兄。人当たりのいい性格である一方で手先が器用であり絵を描くのが好きだった。
大学卒業と同時に父の会社に就職する予定だったものの、海外のアートスクールに通うことを願う。
しかし父から「強い核がない以上惨めになる」といわれ、反発。家を出るも、荒れてしまい、最終的に自殺した。
鴨田 葉子（かもだ ようこ）
鴨田樹真の姉。

### その他の人物
龍目 直之（たつめ なおゆき）
東都大学理工学部生物学科進化生物学の准教授。42歳。かつて鷹山に助けられ、彼の能力に見惚れて連絡先を交換していた。
鷹山の能力に興味を示す一方で彼の未来を慮って距離を置くなど良識のある人物。一般教養の講義内容も生徒から好評。
マッドサイエンティストな所もあり、リスクを承知で鷹山の血を飲んだこともある。
かつて鷹山をストーカーしかけたことなど問題行動が多いが、専門知識のある大人として鳥部のハカセ役に抜擢される。
マリリン
本名：鞠林 虎次郎（まりばやし とらじろう）。
直之の元助手。優秀だったがマリリン・モンローになりたかったため研究室を去った。
今では女性の格好をしている。気に入った男のストーキングのための過程で様々な技術を得、ハッカーとしての能力も持つ。
スカイ
アーサーに連絡を取ってきた謎の人物。今の世界と人類に絶望しており、アーサーと共に世界を変える事を望んでいる。

## 用語
鳥男（とりおとこ） / セラフ
物語での重要な人物であり能力。巷では翼を生やした黒ずくめの人間がいると都市伝説程度に囁かれている。セラフはEDEN側の呼称。
能力の受け渡しは「鳥男の血を飲む」こと。ただし血を飲んだ全員が助かるわけではなく、鷹山の話では鳥部以外の面々に試しても全員中年以上だったためか失敗したとのこと。
能力は翼を生やすこと。生やした翼の余りで全身の武装やフルフェイスヘルメットを身につけたりすることができる他、翼そのものを変形させてアンテナの様にしたり、武器のようにすることもできる他、この翼は絶縁体のような性質を持つ。
生命力も高くなり、高い再生力も得る。能力を使っていない時も背中には翼のような文様が出来る。
能力を駆使すれば形状を変化させることができ、超人的な力が備わる。しかしながら最初から飛べるわけではなく、飛ぶためのトレーニングが必要。
ただし衣服は脱がなければ破れてしまい、下着はゴワゴワするらしい（これが理由で鷹山は普段からパンツを穿いていない）。
精神の変化により更なる能力に覚醒する者がいる他、鳥男同士はテレパシー（鳥部は鷺沢の提案でツイートと命名）で会話が出来る。
ブラックアウト
セラフが経験する謎の現象。10日に1度くらいの頻度で空間に現れた謎の黒い穴から「黒い怪物」が出現する。怪物自身が止めを刺されるまでセラフを執拗に追う。
セラフによって一定量のダメージを与えられるとはじけて消滅する。しかし怪物に倒されたセラフは死亡する。
この怪物はセラフ以外には視認できず、怪物による周囲の被害も倒すと元通りになる。
また、出現場所の近くにいたセラフの精神面・人格を反映して形作られる存在であるなど謎が多い。
オリジナル
かつて存在したセラフのオリジナル。
しかし、覚醒したセラフ同士は次第にテレパシーで会話するようになって人間とコミュニケーションがとれなくなり、外側への関心を無くし、同化し、人間としての感情も失ったため、あえなく処分された。
エヴァ・オウルはその中の最年少にして唯一の生き残り。これ以降、EDENは覚醒したセラフをそれぞれ単体で管理するようになる。
先導者（ベルウェザー）
鳥男を支配・洗脳する能力。
死亡したアーサーを除くと烏丸とロビンのみが確認されている。
つなげる者（リンカー）
本来は鳥男の間でしか使えないテレパシーを人間にも使用でき、他人の意識に強制的に介入することができる。
今際の際にあるモノの声を聞くことができるのも厳密にはこの能力を有する鳥男にしかできないことであり、他の鳥男は彼らの能力を介して声を聞いている。
FOX曰く、ベルウェザーと合わさることで「世界も統べられる」とのこと。
探索者（シーカー）
他のセラフを正確に捕捉する能力。
詐欺師（トリックスター）
命名はFOXによるもの。対人間用の能力。感覚と観察力の向上により、人間の嘘を見抜ける他、自身は見抜かれることのない嘘をつくことができる。
不死者（ライフスティーラー）
致命傷を負っても周囲のセラフから生命力を奪い、回復する能力。
鳥部（とりぶ）
鳥男となった烏丸・鷹山・鴨田・鷺沢・海野の5人の集まり。対外的には「鳥男を見つける」と偽っている。火・木・土の深夜に集まり、訓練などに勤しむ。
区立天空台中学校（くりつてんくうだいちゅうがっこう）
つばめを除く4人の男子が通う公立の中学校。略称は「天中」(てんちゅう)。
ふ頭公園（ふとうこうえん）
海に程近い公園。烏丸・鴨田がよく物思いにふけりに行く場所。
EDEN（エデン）
北極圏にあるスヴァールバル諸島・ヨーデンズエンデル島の端に存在する人口15万人の学術都市。地球上の生命の「遺伝子銀行（ジーンバンク）」を有する。
核攻撃にも耐えられる地下都市の中に生命科学を中心とした各種研究所・施設がある。
各主要国家との強いパイプを持ち、事実上の自治国家。その威容は「史上最強の科学国家」と評される。
レッドアイ生命科学研究所（ - せいめいかがくけんきゅうじょ）
エヴァの所属する研究所。詳細は不明。
強化人間
EDENで研究されている、薬物投与などにより強化された人間。超人的な身体能力を持つがコストがかかる欠点があり、EDEN内でも評判は悪い。
そのため、EDENの研究者達の興味はセラフのほうに移っており、切り捨てられかねない立場の様子。

## 書誌情報
- 田辺イエロウ 『BIRDMEN』 小学館〈少年サンデーコミックス〉 全16巻
  1. 2013年10月18日発売[1]、ISBN 978-4-09-124489-5
  2. 2014年2月18日発売[2]、ISBN 978-4-09-124569-4
  3. 2014年7月18日発売[3]、ISBN 978-4-09-125090-2
  4. 2014年12月18日発売[4]、ISBN 978-4-09-125415-3
  5. 2015年5月18日発売[5]、ISBN 978-4-09-125845-8
  6. 2015年10月16日発売[6]、ISBN 978-4-09-126477-0
  7. 2016年3月18日発売[7]、ISBN 978-4-09-127189-1
  8. 2016年8月18日発売[8]、ISBN 978-4-09-127333-8
  9. 2017年1月18日発売[9]、ISBN 978-4-09-127489-2
  10. 2017年6月16日発売[10]、ISBN 978-4-09-127578-3
  11. 2017年11月17日発売[11]、ISBN 978-4-09-127875-3
  12. 2018年4月18日発売[12]、ISBN 978-4-09-128229-3
  13. 2018年9月18日発売[13]、ISBN 978-4-09-128396-2
  14. 2019年3月18日発売[14]、ISBN 978-4-09-128790-8
  15. 2019年8月16日発売[15]、ISBN 978-4-09-129320-6
  16. 2020年3月18日発売[16]、ISBN 978-4-09-129719-8

## ゲーム
三国志大戦
セガ・インタラクティブのアーケードゲーム。
2018年8月より、本作の烏丸をモデルにした魏延（声 - 村瀬歩）が登場している。